# Marvin Baudry
Marvin Baudry est un footballeur international congolais, né le 26 janvier 1990 à Reims. Il joue au poste de défenseur central à l'US Orléans.

## Biographie

### Carrière en club

#### Formation et débuts
Marvin Tony Baudry nait à Reims d'un père français et d'une mère congolaise. Il est formé dans sa ville natale en sport-études dès l'âge de 14 ans.
En juin 2012, après une saison à s'entraîner avec les pros, une apparition en Coupe de la Ligue et quelques bancs en Ligue 2, il signe son premier contrat professionnel, d'une durée de trois saisons, avec l'Amiens SC. Il dispute 61 matches en National, vivant les saisons difficiles du club en tenant son rôle de leader.

#### Première division belge
En mai 2015 il intéresse le RC Lens mais s'engage à Zulte Waregem en D1 belge, pour deux saisons plus une en option. Cadre de la défense, il décroche la Coupe de Belgique le 28 mars 2017, au terme d'un match haletant remporté face au KV Oostende à l'issue de l'épreuve des tirs au but (3-3 ap, 4-2 tab). Ce titre lui ouvre les portes de la Ligue Europa.

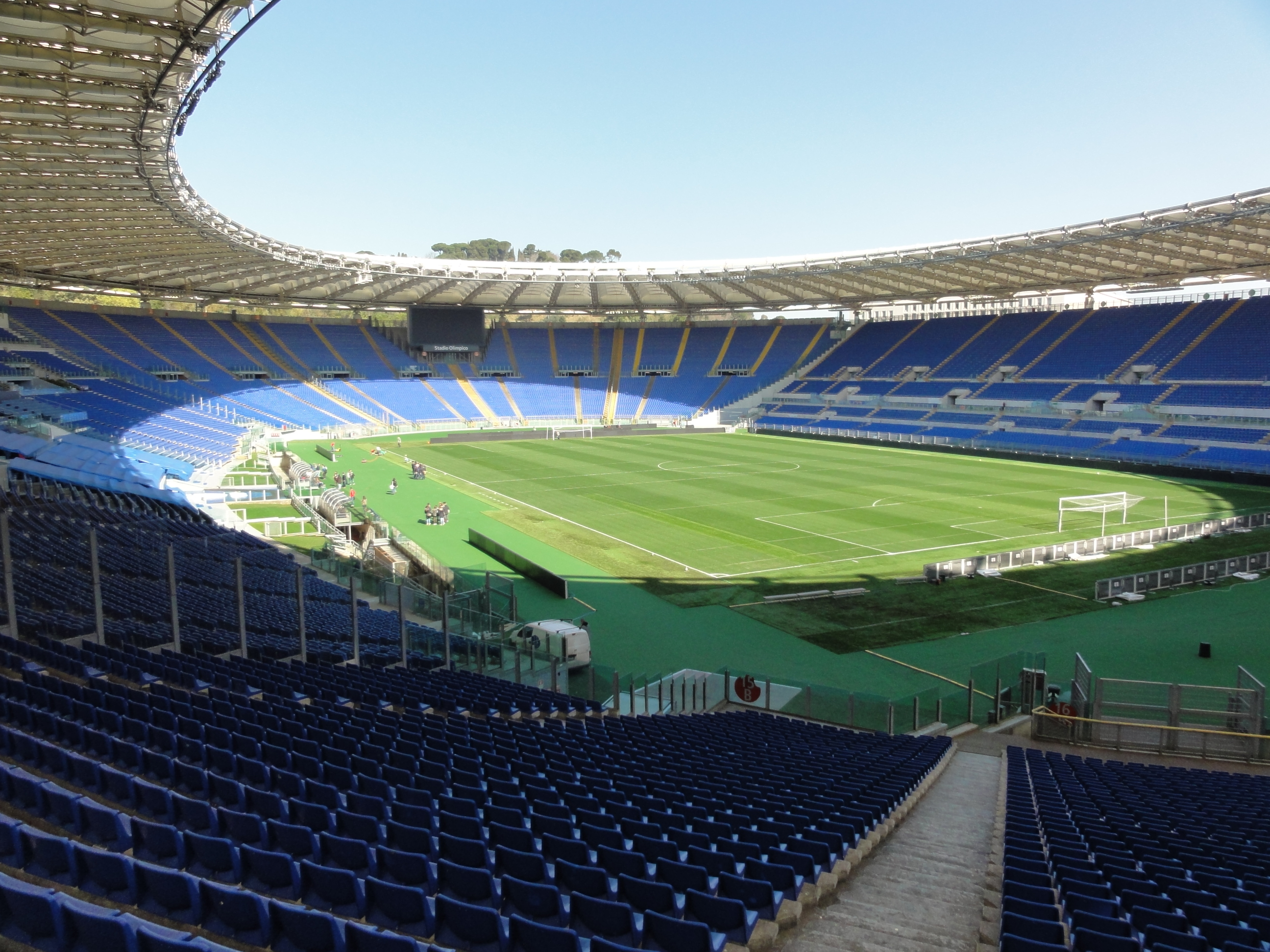
Baudry dispute son premier match européen au Stadio Olimpico.

Il dispute son premier match européen le 28 septembre 2017 au Stadio Olimpico face à la Lazio Rome. Il prolonge son contrat en octobre 2017, pour deux saisons, plus une en option. Le 2 novembre, toujours en Ligue Europa, il ouvre le score de la tête sur corner et permet à son équipe de s'imposer sur le terrain du Vitesse Arnhem. Auteur d'un match héroïque, il écarte le danger à de nombreuses reprises et figure dans l'équipe-type de la semaine dévoilée par l'UEFA. Après quatre saisons pleines en D1 belge, il est freiné par des blessures en 2019-2020, ce qui dissuade son club de le prolonger lorsqu'il arrive à la fin de son contrat en juin 2020.

#### Stade lavallois
Après une saison blanche au cours de laquelle il s'entraîne avec Wasquehal, il est mis à l'essai par le Stade lavallois en juillet 2021, et s'y engage quatre semaines plus tard. À Laval il retrouve Edson Seidou, qui fut son coéquipier dans l'équipe B d'Amiens. D'abord remplaçant le temps de retrouver son niveau athlétique, il monte en puissance et s'impose dans le onze d'Olivier Frapolli à partir de l'automne. Réservé dans le vestiaire, il apporte son calme et son vécu au groupe lavallois. Souvent décisif sur coup de pied arrêté, il remporte le titre de champion de National et prolonge son contrat en mai 2022, pour une saison, assortie d'un an en option en cas de maintien en Ligue 2 BKT.

### Parcours en sélection nationale
D'origine congolaise par sa mère, il débute en sélection du Congo en mai 2014, appelé par Claude Le Roy. Avec Baudry, le Congo se qualifie pour la Coupe d'Afrique des Nations 2015, une première depuis 2004, et atteint les quarts de finale. Au total, il obtiendra une trentaine de sélections avec les Diables rouges.
Absent depuis mars 2019 du fait de blessures et d'une saison sans club, il fait son retour dans le groupe en mars 2022 pour un stage en Turquie. Il est de nouveau convoqué en mai 2022 pour un rassemblement international en vue de deux matches de qualification pour la CAN 2023.
En septembre 2022 il est capitaine de sa sélection.

## Style de jeu
Défenseur axial, il a déjà eu l'occasion de jouer latéral droit à Zulte Waregem ou en sélection pour pallier des absences. Propre dans les duels, Marvin Baudry est décrit comme un défenseur « sec et précis, bien placé côté couverture, incontournable dans le jeu aérien, sûr dans ses relances, ou sur quelques prises d’espace ».

## Palmarès
SV Zulte Waregem
- Coupe de Belgique (1) :
  - Vainqueur :  2016-17.

 Stade lavallois
- Championnat de France de National (1) : 
  - Vainqueur : 2021-2022.

## Vie personnelle
Il est père de deux fils.